# Demetrio Jiménez Sánchez-Mariscal
Demetrio Jiménez Sánchez-Mariscal, OSA (Los Cerralbos, Toledo, 8 de octubre de 1963-Buenos Aires, 23 de octubre de 2019) fue un obispo agustino español nacionalizado argentino, obispo prelado de Cafayate (Argentina).

## Biografía

### Formación y labor sacerdotal en España
Realizó los estudios de secundaria en el Seminario Menor de San Agustín (Valencia). 
Realizó sus estudios eclesiásticos en el Estudio Teológico Agustiniano en Los Negrales (Madrid), afiliado a la Universidad Pontificia de Comillas (1981-1987).
En 1987 se desplazó a Roma, donde realizó la licenciatura en filosofía en la Universidad Pontificia de Santo Tomás de Aquino, conocida como el Angelicum (1987-1989). En 1994 realizó un máster en ciencias de la religión en la Universidad de Comillas.

### Vida religiosa
El 26 de agosto de 1980 ingresó en el noviciado agustino de Santa María de la Vid, en Burgos, donde hizo sus primeros votos el 6 de septiembre de 1981. El 11 de octubre de 1986 hizo sus votos solemnes y el 23 de junio de 1988 fue ordenado sacerdote por el obispo de Palencia, Nicolás Castellanos, OSA en el monasterio de Santa María de la Vid.
Posteriormente compatibilizó su tarea docente como profesor, con la de ecónomo en el monasterio de Santa María de la Vid (1989-1995). En 1995 asumió el cargo de vicario parroquial de la iglesia de San Manuel y San Benito, en Madrid, donde permaneció hasta 1999.

#### Argentina
En 1999 se trasladó a Argentina, donde desempeñó diversos puestos: vicario secretario de la Región Agustina de San José (Argentina) (1999-2002); vicario regional (superior territorial) de la Orden agustiniana en Argentina y Uruguay (2002-2010); párroco (2003-2004), vicario parroquial (2004-2008) y párroco, de nuevo (2008-2011) de la iglesia de San Agustín de Buenos Aires.

## Episcopado

### Obispo-Prelado de Cafayate
El 10 de febrero de 2014, el papa Francisco lo nombró prelado de Cafayate. Su predecesor, Mariano Moreno García, OSA, presidió la consagración episcopal el 10 de mayo del mismo año, acompañado por el arzobispo emérito de Paraná, el cardenal Estanislao Esteban Karlic, y el arzobispo de Salta, Mario Antonio Cargnello.
Como obispo de Cafayate, monseñor Jiménez fue muy crítico con los políticos de la región, a los que responsabilizó del avance del narcotráfico en su diócesis. En una de sus homilías de octubre de 2017, afirmó que «El flagelo de la droga tiene en vilo a las ciudades del Valle Calchaquí. ¿Será inexorable, será inevitable que el narcotráfico se establezca entre nosotros?, ¿Lo permitiremos como sociedad?, ¿Cuántas familias destruirá, cuantas se llevó ya por delante?, ¿Cuántas vidas devorará, cuantas ha devorado ya? ¿A cuántos amenazará o está ya amenazando? ¿Quiénes serán sus cómplices o están ya siéndolo?, ¿Quiénes se hacen cargo de nuestros hermanos adictos, de las madres que no pueden contenerlos o de padres que no saben qué hacer?».
En la Conferencia Episcopal Argentina era Delegado de la Región Pastoral Noroeste Argentino (NOA) y miembro de las comisiones de Fe y Cultura y de Pastoral Aborigen.

### Fallecimiento
Falleció en Buenos Aires, donde llevaba tiempo siendo tratado del cáncer que padecía desde hacía más de un año. Sus restos fueron trasladados a Cafayate y enterrados en la Catedral de Nuestra Señora del Rosario de dicha ciudad.